# Chisato Okai
Chisato Okai (岡井 千聖 Okai Chisato?) (Saitama, Prefectura de Saitama, 21 de junio de 1994) es una excantante, exactriz y exmodelo japonesa. Ganó reconocimiento cuando se unió a Hello! Project Kids, y más tarde se convirtió en una de las integrantes del grupo femenino japonés Cute, en el cual estuvo desde 2005 hasta 2017.

## Carrera

### 2002-2005: Hello! Project Kids
En 2002, Okai audicionó para Hello! Project Kids con la canción "Country Road" de Yoko Honna. Su audición fue transmitida en el programa de variedades de Morning Musume Hello! Morning. La colocaron en el grupo con otras catorce niñas. Ese mismo año, apareció en la película Koinu Dan no Monogatari.

### 2005-2017: Cute
En 2004, se creó Berryz Kobo con la intención de rotar a todos los miembros de Hello! Proyecto Kids para que tuvieran tiempo para ir a la escuela, pero la idea fue descartada más tarde, y las chicas restantes que no fueron elegidas fueron rebautizadas con el nombre Cute el 11 de junio de 2005.
En septiembre de 2007, Okai se unió a una nueva subunidad llamada Athena & Robikerottsu con Risa Niigaki, Aika Mitsui y Saki Nakajima. Ellas cantaron los temas de apertura y cierre del anime de A-1 Pictures Robby & Kerobby. La subunidad se disolvió en marzo de 2008 debido a la finalización de la serie.
En 2009, Okai se unió a una nueva subunidad llamada Tanpopo#, un renacimiento de la antigua subunidad de Hello! Project Tanpopo, con Eri Kamei, Yurina Kumai y Aika Mitsui.
El 9 de noviembre de 2010, se lanzó un video en solitario de Okai realizando el baile del último sencillo de Cute en ese momento, "Dance de Bakōn", en el canal oficial del grupo en YouTube. El vídeo recibió más de 100.000 visitas en dos días, y había recibido más de 1,2 millones de visitas hasta mayo de 2011. Tras el éxito del vídeo, se subieron más vídeos de "versiones bailables" en solitario de Okai, incluida su versión de la canción "Love Namidairo" de Aya Matsuura, que se lanzó en iTunes el 27 de noviembre como el primer sencillo digital de Okai. Su primer evento en vivo en solitario, "Chisato Okai (Cute) Solo Live 2011 Vol.1: Kaisha de Odotte Mita!!" se llevó a cabo el 25 de enero de 2011 en Pacific Heaven. Un CD que contiene la versión de Okai de "Romantic Ukare Mode" de Miki Fujimoto, con "Love Namidairo" como canción de acompañamiento, se vendió exclusivamente en el lugar de su segundo concierto en solitario, pero también se lanzó digitalmente como parte de la serie de Hello! Project Hello Cover.
En agosto de 2016, Cute anunció planes de disolverse en junio de 2017. Okai expresó interés en participar en programas de variedades luego de su disolución.
Okai se retiró del mundo del espectáculo el 30 de abril de 2020.

## Vida personal
Okia anunció en abril de 2019 que se tomaría un descanso del mundo del espectáculo y del entretenimiento. Señaló que había estado en el mundo del espectáculo durante 17 años y había decidido experimentar la vida fuera de la industria.
La hermana de Okai, Asuna Okai, fue miembro de Hello Pro Egg.

## Discografía

### Sencillos
| Título                                        | Año  | Posiciones más altas en los gráficos | Ventas | Álbum            |
| Título                                        | Año  | JPN                                  | Ventas | Álbum            |
| --------------------------------------------- | ---- | ------------------------------------ | ------ | ---------------- |
| "Love Namidairo"                              | 2010 | —                                    | —      | Sencillo digital |
| "Egao ni Namida (Thank You! Dear My Friends)" | 2010 | —                                    | —      | Sencillo digital |
| "Manatsu no Kōsen"                            | 2010 | —                                    | —      | Sencillo digital |
| "Romantic Ukare Mode"                         | 2011 | —                                    | —      | Sencillo indie   |
| "Furusato"                                    | 2011 | —                                    | —      | Sencillo digital |
| "Oolong High no Onna"                         | 2017 | —                                    | —      | Sencillo digital |

### Álbumes digitales
- Okai Chisato Solo Collection Vol. 2 (2012)

### Otras canciones en solitario
- Tokai no Neon ga Odoroku Kurai no Utsukushisa ga Hoshii (都会のネオンが驚くくらいの美しさがほしい?) (2 de febrero de 2012)
- Kimi wa Jitensha Watashi wa Densha de Kitaku (君は自転車　私は電車で帰宅?) (Cute cover) (18 de abril de 2012)
- Kanashiki Heaven (Okai Part Version) (悲しきヘブン?) (18 de abril de 2013)

## Apariciones

### Cine
- Koinu Dan no Monogatari (仔犬ダンの物語?  "Puppy Dan's Story") (14 de diciembre de 2002)
- Hotaru no Hoshi (ほたるの星?) (5 de junio de 2004)
- Ōsama Game (王様ゲーム?) (17 de diciembre de 2011) as Kaori Maruoka
- Gomennasai (ゴメンナサイ?) (2011)

### Series de televisión
- Tokusō Shirei! Aichi Police (特捜指令！アイチ★ポリス?) (2011) as Mai
- Sūgaku♥Joshi Gakuen (数学♥女子学園?) (2012)

### Programas de televisión
- Hello! Morning (ハロー! モーニング?) (2002-2007)
- Haromoni@ (ハロモニ@?) (2007-2008)
- Berikyǖ! (ベリキュー!?) (2008)
- Yorosen! (よろセン!?) (2008-2009)
- Bijo Gaku (美女学?) (2010–2011)
- Hello Pro! Time (ハロプロ！TIME?) (2011-2012)
- Hello! Satoyama Life (ハロー！SATOYAMAライフ?) (2012-2013)
- GOGO! Smile! (ゴゴスマ?) (2013-?)

#### Otros
- 54a NHK Kōhaku Uta Gassen - bailarina de acompañamiento de Aya Matsuura (31 de diciembre de 2003)

### Obras de teatro
- 34 Chōme no Kiseki-HERE'S LOVE- (34丁目の奇跡 -HERE'S LOVE-?  "Miracle on 34th Street: Here's Love") (27 de noviembre-28 de diciembre de 2004)
- 1974 (Ikunayo) (1974(イクナヨ)?) (17-22 de marzo de 2011)
- Stronger (ストロンガー?) (2012)
- Theater in The Round (青山円形劇場?) (2012)
- Sakura no Hanataba (さくらの花束?) (2013) como Mei Koyamada

### Eventos en solitario
- Chisato Okai (Cute) Solo Live 2011 Vol.1: Kaisha de Odotte Mita!! (岡井千聖（°C-ute）Solo Live 2011 Vol.1〜会社で踊ってみた!!〜?  "... Dance Covers at Work!!") (25 y 26 de enero de 2011)
- Chisato Okai (Cute) Solo Live 2011 Vol.2: Hanzōmon de Odotte Mita!! (岡井千聖（°C-ute）Solo Live 2011 Vol.2〜半蔵門で踊ってみた!!〜?  "... Dance Covers at Hanzōmon!!") (13 y 14 de febrero de 2011)

### YouTube
- "Dance de Bakōn!"
- "Ōkina Ai de Motenashite"
- "Forever Love"
- "Massara Blue Jeans"
- "Love Namidairo"
- "Yume Miru 15"

## Fotolibros
| N.º | Título                                        | Fecha de lanzamiento    |
| --- | --------------------------------------------- | ----------------------- |
| 1   | Chisato" (千聖?) - 1er fotolibro en solitario | 24 de diciembre de 2010 |

### Fotolibros digitales
- Alo-Hello! C-ute (Chisa Version) (アロハロ！°C-ute)?) (5 de octubre de 2010)
- Cutest (Chisa Version) (6 de marzo de 2012)
- Alo-Hello! C-ute 2012  (Chisa Version) (アロハロ！°C-ute 2012)?) (22 de octubre de 2012)

### DVDs en solitario
| N.º | Título             | Fecha de lanzamiento    |
| --- | ------------------ | ----------------------- |
| 1   | Chissā (ちっさー?) | 24 de diciembre de 2010 |
| 2   | IMP. GIRL          | 9 de diciembre de 2011  |